# Erpodium domingense
Erpodium domingense är en bladmossart som beskrevs av Bridel 1827. Erpodium domingense ingår i släktet Erpodium och familjen Erpodiaceae. Inga underarter finns listade i Catalogue of Life.

## Bildgalleri

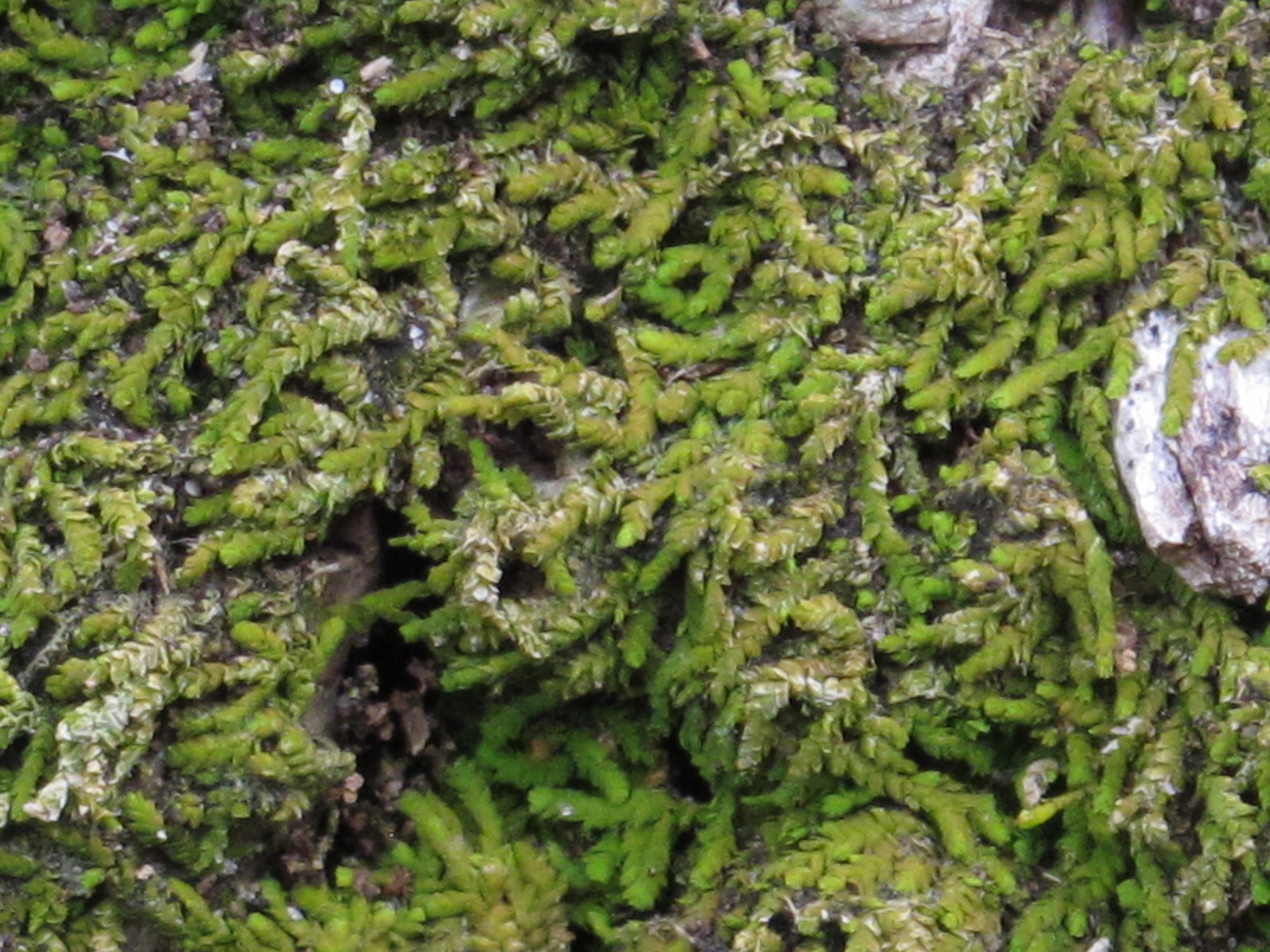
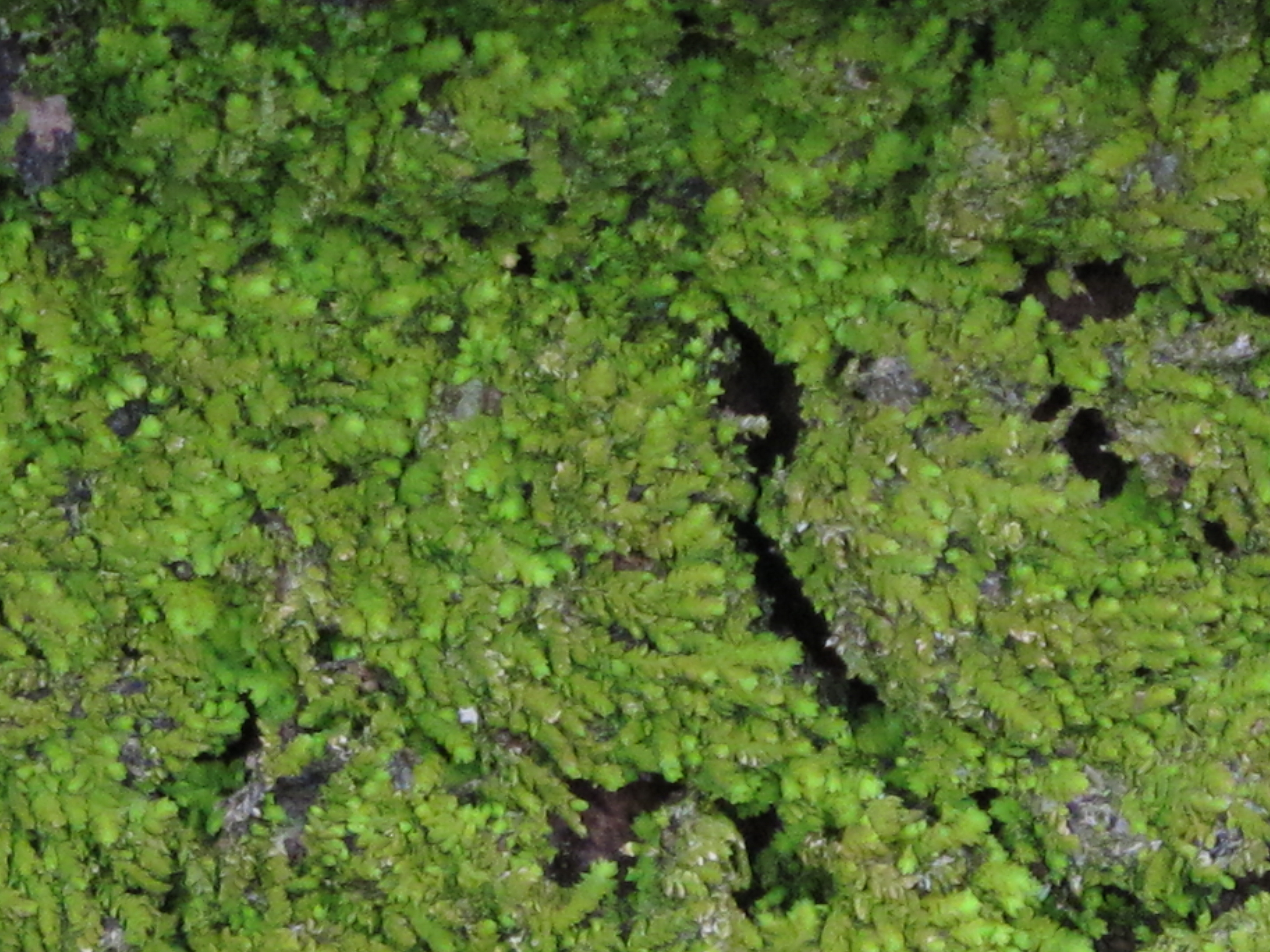
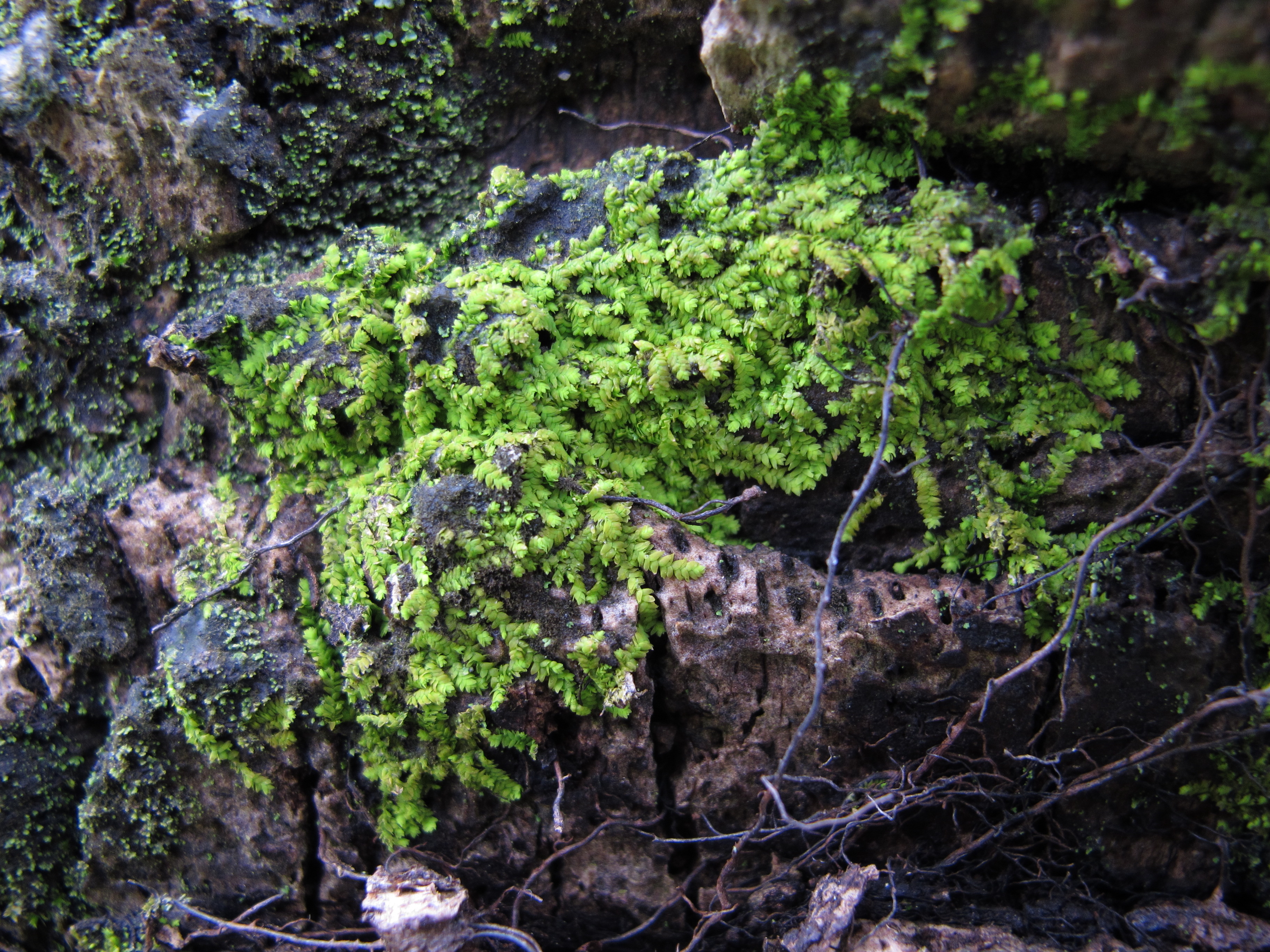
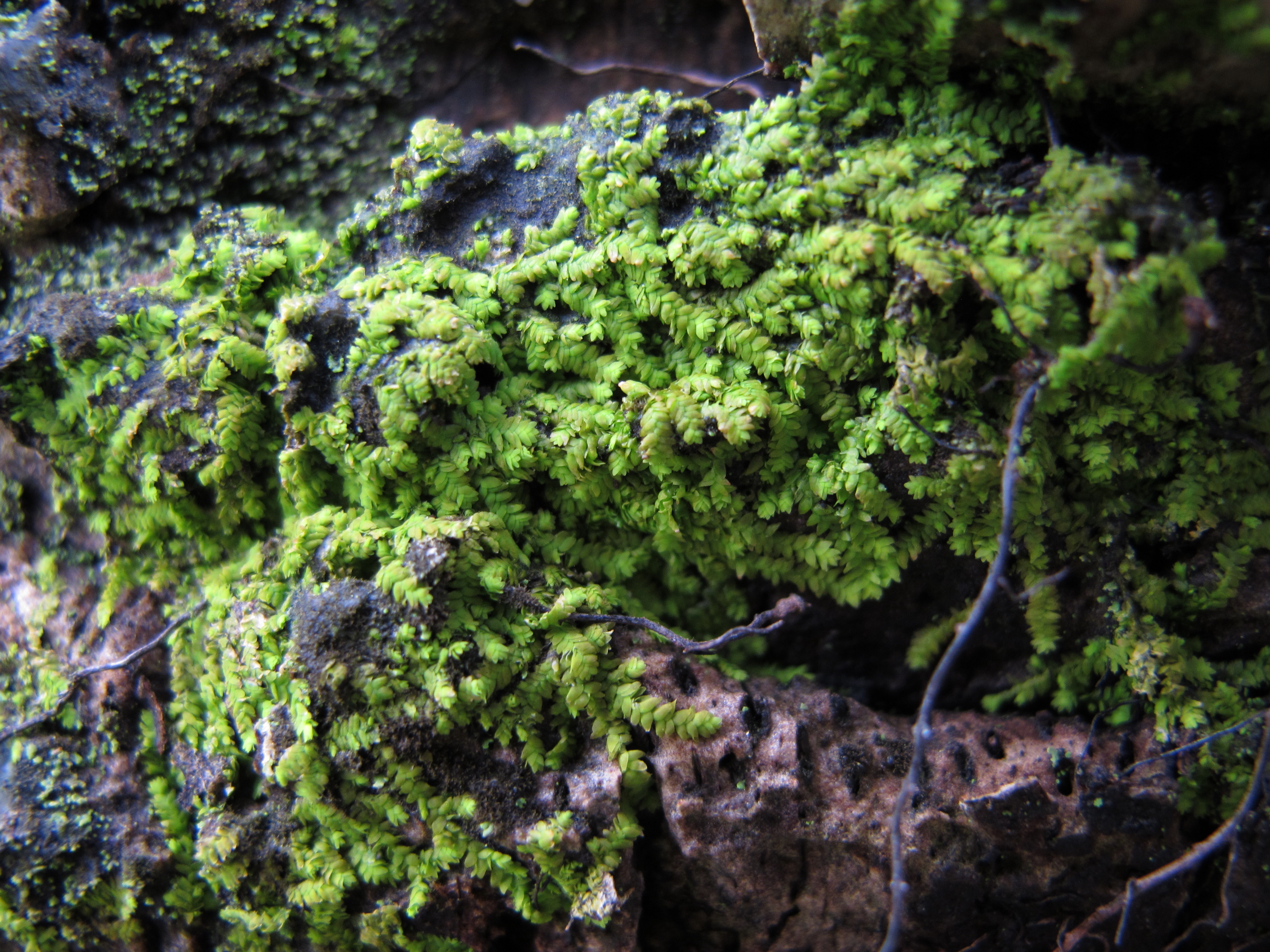